# Мариничев, Дмитрий Николаевич
Дмитрий Николаевич Мариничев (род. 12 июля 1975 года, Богородицк, Тульская область) — российский предприниматель и общественный деятель, интернет-омбудсмен, член экспертного совета «Агентства стратегических инициатив» и генерального совета «Деловой России». Возглавляет компанию Radius Group — системного интегратора и оператора ЦОД в ОЭЗ Технополис «Москва».
8 июля 2014 года назначен на общественную должность омбудсмена по вопросам, связанным с ликвидацией нарушений прав предпринимателей при осуществлении регулирования, контроля функционирования и развития интернета.
Высказывался за отсрочку от вступления в силу 242-ФЗ (от 21 июля 2014 года), требующего от зарубежных IT-компаний хранить персональные данные россиян на территории РФ, в частности, отмечая отсутствие четкого определения информации, которая подпадает под действия этого закона
В 2016 году баллотировался в депутаты Государственной думы от Партии Роста по 200-му (Медведковскому) избирательному округу в Москве. Набрал 5 % голосов.